# Euopius maximiliani
Euopius maximiliani är en stekelart som beskrevs av Fischer 1969. Euopius maximiliani ingår i släktet Euopius och familjen bracksteklar. Inga underarter finns listade i Catalogue of Life.